# Edel Amores
Edel Rogelio Amores (* 5. Oktober 1998) ist ein kubanischer Leichtathlet, der sich auf den Sprint spezialisiert hat.

## Sportliche Laufbahn
Erstmals Erfahrungen bei internationalen Meisterschaften sammelte Edel Amores im Jahr 2015, als er bei den Jugendweltmeisterschaften in Cali in 21,04 s den siebten Platz im 200-Meter-Lauf belegte und über 100 Meter mit 10,63 s im Halbfinale ausschied. 2023 nahm er an den Panamerikanischen Spielen in Santiago de Chile teil und gewann dort mit der kubanischen 4-mal-100-Meter-Staffel in 39,26 s gemeinsam mit Reynaldo Espinosa, Yaniel Carrero und Shainer Rengifo Montoya die Silbermedaille hinter dem brasilianischen Team.
2023 wurde Amores kubanischer Meister im 200-Meter-Lauf und in der 4-mal-100-Meter-Staffel.

## Persönliche Bestzeiten
- 100 Meter: 10,32 s (0,0 m/s), 19. Mai 2023 in Havanna
- 200 Meter: 21,04 s (−0,4 m/s), 19. Juli 2015 in Cali